# ボブ・チャールズ
ボブ・チャールズ（Sir Robert James Charles, ONZ, KNZM, CBE, 1936年3月14日 -  ）は、ニュージーランド出身のプロゴルファー。プロゴルファーとしては成功者の少ない左利き（右打ち）。パッティングの名手として知られ、プロゴルファーも師事する世界的なゴルファーである。

## 来歴
ウェリントン地方カータートン生まれ。父のアイバーは教師で、後にクライストチャーチのカシミア・ハイスクール校長を務めた。母のフィリスはマーティンボロ出身で両親共にアマチュアゴルファーとして好成績を残している。
18歳の時に銀行に就職し銀行員となった。プロレッスンを受けることなくアマチュアゴルファーとして競技を続け、1954年11月8日に開催された「ニュージーランド・オープン」で当時のコースレコード280で優勝（当時18歳8ヶ月）。当初はプロ転向の意志はなく、その後、6年間を銀行員として勤務した。銀行員として勤務しながらニュージーランド代表アマチュア選手として国際大会に出場している。
1960年にプロ転向。主戦場を北米とヨーロッパへ移す。1961年のニュージーランドPGAチャンピオンシップ、1962年のスイス・オープン（現・ヨーロピアン・マスターズ）優勝。1963年4月開催のヒューストン・クラシック（現・ヒューストン・オープン）でPGAツアー初優勝（左利き選手として同大会初の優勝者）。同年7月開催の全英オープンでメジャー初制覇。以後、PGAツアー通算6勝、ヨーロピアンツアー4勝を挙げた。
50歳の時にPGAシニアツアー（現・チャンピオンズツアー）に参戦。1987年3月開催の「ヴィンテージ・クライスラー・インヴィテーショナル」でシニアツアー初優勝。1988年と1989年の二年連続でシニアツアー5勝を挙げ、同年のPGAシニアツアー賞金王に輝く。1993年の全英シニアオープンでシニアメジャー初制覇。PGAシニアツアー通算23勝。PGAツアー永久シード権保持者。2010年シーズンで現役引退したが、2012年シーズンにシニアツアーに復帰。
1972年にイギリス女王よりゴルフ界の発展に貢献した功績で、大英帝国勲章（オフィサー）を授与され、1992年に大英帝国勲章（コマンダー）を授与された。
1999年に、ニュージーランド女王よりニュージーランド・メリット勲章ナイトの勲位を授与されSir(サー)の称号を得る。
2008年に世界ゴルフ殿堂入り。
2011年に、ニュージーランド女王よりニュージーランドでは最高位となるニュージーランド勲章を授与された。
2015年7月開催の全英オープンチャリティーイベント「チャンピオン・ゴルファーズ・チャレンジ」で第2グループキャプテンを務めた（グループメンバーはデビッド・デュバル、ジャスティン・レナード、サンディ・ライル）。

## プロツアー優勝

### PGAツアー優勝 (6)
| No. | 年月日       | トーナメント                                                 | スコア                | 打差       | 2位(タイ)                                                            |
| --- | ------------ | ------------------------------------------------------------ | --------------------- | ---------- | -------------------------------------------------------------------- |
| 1   | Apr 21, 1963 | ヒューストン・クラシック(現・ヒューストン・オープン)         | −12 (67-66-66-69=268) | 1打差      | フレッド・ホーキンズ                                                 |
| 2   | Jul 13, 1963 | 全英オープン                                                 | −7 (68-72-66-71=277)  | プレーオフ | フィル・ロジャース                                                   |
| 3   | Feb 21, 1965 | ツーソン・クライスラー・クラシック                           | −17 (65-69-67-70=271) | 4打差      | アル・ゲイバーガー                                                   |
| 4   | Oct 1, 1967  | アトランタ・クラシック（現・AT&T クラシック）                | −6 (72-71-69-70=282)  | 2打差      | トミー・ボルト・ ディック・クロフォード・ ガードナー・ディッキンソン |
| 5   | Jun 23, 1968 | カナディアン・オープン                                       | −10 (70-68-70-68=274) | 2打差      | ジャック・ニクラウス                                                 |
| 6   | Apr 7, 1974  | グレーター・グリーンズボロ・オープン（現・ウィンダム選手権） | −14 (65-70-67-68=270) | 1打差      | レイモンド・フロイド・ リー・トレビノ                                |

### ヨーロピアンツアー優勝 (4)
- 1972年 - ジョン・プレイヤー・クラシック、ダンロップ・マスターズ（現・ブリティッシュ・マスターズ）
- 1973年 - スカンジナビアン・エンタープライズ・オープン
- 1974年 - スイス・オープン（現・ヨーロピアン・マスターズ）

### オーストラリアツアー（現・オーストラレーシアPGAツアー）優勝 (8)
- 1954年 - ニュージーランド・オープン（アマチュア）
- 1961年 - ニュージーランドPGAチャンピオンシップ
- 1966年 - ニュージーランド・オープン
- 1970年 - ニュージーランド・オープン
- 1973年 - ニュージーランド・オープン
- 1978年 - ニュージーランド航空／シェル・オープン
- 1979年 - ニュージーランドPGAチャンピオンシップ
- 1980年 - ニュージーランドPGAチャンピオンシップ

### PGAシニアツアー優勝 (23)
- 1987年 - ヴィンテージ・クライスラー・インビテーショナル、GTEクラシック、サンウエスト・チャーリー・プライド・クラシック(3)
- 1988年 - NYNEX/ゴルフダイジェスト記念、サンウエスト・チャーリー・プライド・クラシック、ランチョ・ミュリエッタ・シニア・ゴールドラッシュ、バンテージ銀行・ワン・シニアゴルフ・クラシック、ペプシ・シニアチャレンジ(5)
- 1989年 - GTE・サンコースト・クラシック、NYNEX/ゴルフダイジェスト記念、デジタル・シニアズ・クラシック、サンウエスト・チャーリー・プライド・クラシック、フェアーフィールド・バネーネット・スペースコースト・クラシック(5)
- 1990年 - デジタル・シニアズ・クラシック、GTE・カアナパリ・クラシック(2)
- 1991年 - GTE・サンコースト・クラシック(1)
- 1992年 - ラリーズ・シニア・ゴールドラッシュ、トランスアメリカ・シニアゴルフ・チャンピオンシップ(2)
- 1993年 - ダグ・サンダース・セレブリティ・クラシック、ベル・アトランティック・クラシック、クイック・シルバー・クラシック(3)
- 1995年 - ハイアット・リージェンシー・マウイ・カアナパリ・クラシック(1)
- 1996年 - ハイアット・リージェンシー・マウイ・カアナパリ・クラシック(1)

### ヨーロピアンシニアツアー (2)
- 1989年 - 全英シニアオープン
- 1993年 - 全英シニアオープン